# Джамель Саїхі
Джамель Саїхі (араб. جمال السايحي, *нар. 27 січня 1987, Монпельє) — туніський футболіст, півзахисник французького «Монпельє» та національної збірної Тунісу.

## Клубна кар'єра
У дорослому футболі дебютував 2006 року виступами за команду клубу «Монпельє», кольори якої захищає й донині.

## Виступи за збірну
На рівні збірних вирішив захищати кольори своєї історичної батьківщини і 2008 року дебютував в офіційних матчах у складі національної збірної Тунісу. Наразі провів у формі головної команди країни 15 матчів, забивши 2 голи.
У складі збірної був учасником Кубка африканських націй 2012 року у Габоні та Екваторіальній Гвінеї.

## Титули і досягнення
- Чемпіон Франції (1):

«Монпельє»: 2011-12